# Araneus bicentenarius
Araneus bicentenarius es una especie de araña del género Araneus, tribu Araneini, familia Araneidae. Fue descrita científicamente por McCook en 1888.
Se distribuye por Canadá y Estados Unidos. La especie se mantiene activa durante todos los meses del año.